# 郭鋒 (唐)
郭 鋒（かく ほう、? - 貞元17年7月29日（801年9月10日）は、唐の人物。唐の名将郭子儀の孫。父は太原公郭曜。通称は郭使君。官位は鴻臚卿兼御史大夫。

## 生涯
貞元5年（789年）12月に回鶻（ウイグル）の第4代可汗アルプ・クトゥルグ・ビルゲ・カガン（Alp qutluγ bilgä qaγan、合骨咄禄毘伽可汗、唐の贈号は武義成功可汗・長寿天親可汗）の没後、即位した第5代可汗テングリデ・ボルミシュ・キュリュグ・ビルゲ・カガン（Täŋridä bolmiš külüg bilgä qaγan、登里羅没蜜施倶録毘伽可汗、名は多邏斯）に忠貞可汗の称号を冊立するため、冊立使として派遣された。
また、貞元6年（790年）4月に忠貞可汗が殺害されると、弔祭使として再び回鶻の地を踏んだ。
帰国の際に入唐告哀使の達比特勤を伴った。達比特勤は入朝し、後継の可汗であるクトゥルグ・ビルゲ・カガン（Qutluγ bilgä qaγan、汨咄禄毘伽可汗、名は阿啜）の冊立を求めた。その際、郭鋒もその場に立ち会った。
その後、麟州刺史となったが、その在任期間中の貞元17年（801年）7月、吐蕃の攻撃を受けて戦死した。
その死を聞いた回鶻の第7代可汗テングリデ・ウルグ・ボルミシュ・アルプ・クトゥルグ・キュリュグ・ビルゲ・カガン（Täŋridä uluγ bolmiš alp qutluγ külüg bilgä qaγan、登里羅羽録没蜜施合汨咄禄胡禄毘伽可汗、唐の贈号は懐信可汗）ら回鶻の国人は皆、嘆き悲しんだ。